# Осмаци (община)
Община Осмаци (на сръбски: Општина Осмаци) е разположена в Република Сръбска, част от Босна и Херцеговина. Неин административен център е село Осмаци. Общата площ на общината е 71,35 км2. Населението ѝ през 2004 година е 4807 души.
По преброяване от октомври 2013 г. населението наброява 5546 души.